# 39 Летиція
39 Летиція (39 Laetitia) — астероїд головного поясу, відкритий французьким астрономом Жаном Шакорнаком 9 лютого 1856 року і названий на честь Летиція, римської богині веселощів. Спектр відповідає S-типу, що вказує на кам'янистий (силікатний) склад. Він обертається навколо Сонця з періодом 4,61 року і робить оберт навколо своєї осі кожні 5,1 години.
Фотометричні спостереження цього астероїда, зібрані між 1968 і 1974 роками, були використані для побудови кривої блиску, яка надала інформацію про форму та обертання. Він має загальну форму витягнутого тривісного еліпсоїда зі співвідношенням довжин осей 15:9:5. Основні характеристики поверхні мають масштаб 10 км, а колір по всій поверхні суттєво не змінюється. В екліптичній системі координат полюс обертання орієнтований на координати (λ0, β0) = (121°±10°, +37°±10°).

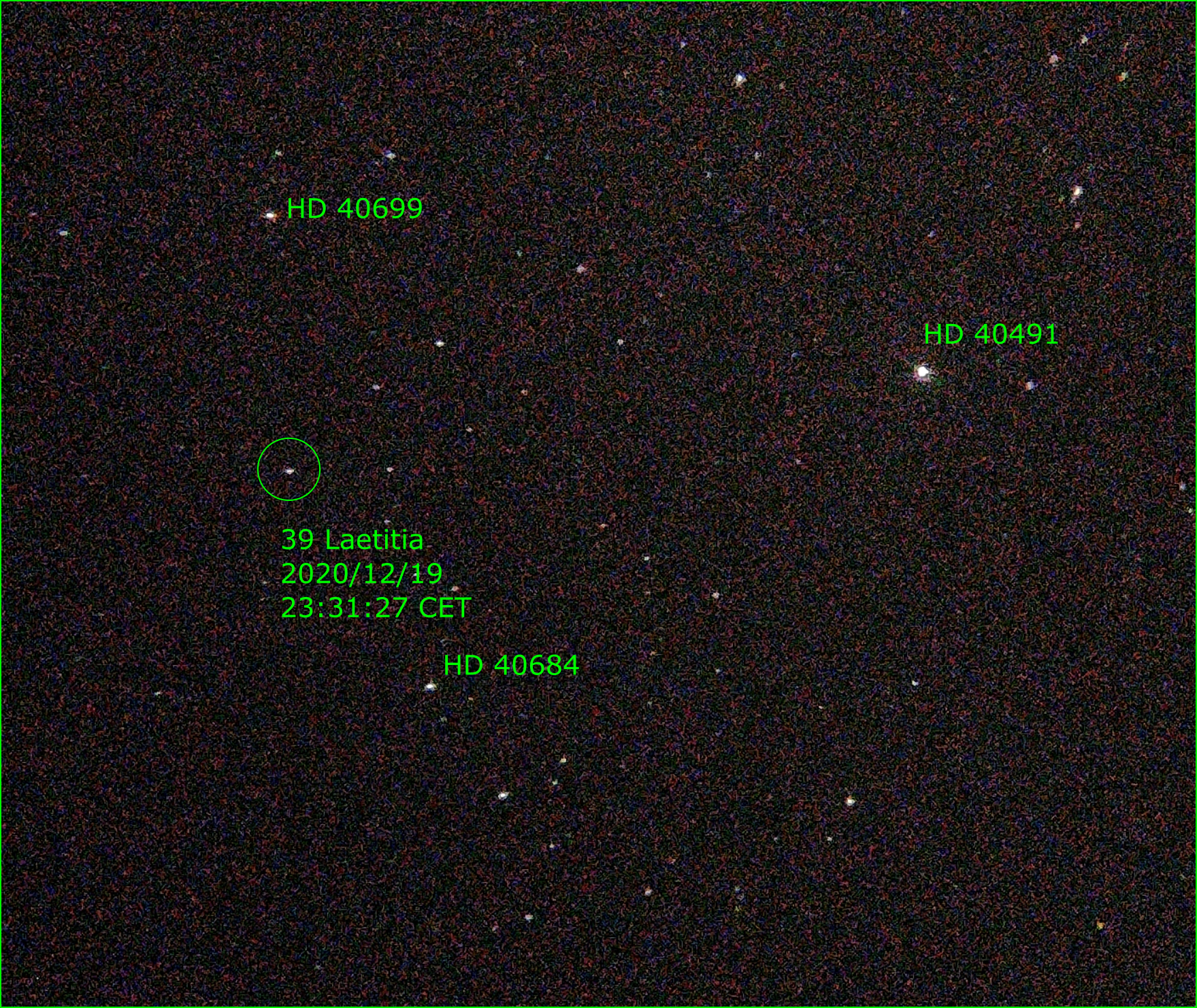
39 Летиція сфотографований в грудні 2020 року

У 1988 році за допомогою телескопа UH88 в обсерваторії Мауна-Кеа було здійснено пошук супутників на орбіті цього астероїда, але зусилля виявилися марними. Фотометричні спостереження, зібрані протягом 2006-2008 років, були використані для вимірювання часових варіацій кривої блиску астероїда. Ці дані дозволяють припустити, що астероїд може мати складну форму або бути бінарною астероїдною системою. Спостереження затемнення 21 березня 1998 року дали кілька хорд, що вказують на еліпсоїдний переріз 219 км × 142 км.
Тіссеранів параметр щодо Юпітера — 3,304.